# Cool Girl
Cool Girl er en dansk kortfilm fra 2003, der er instrueret af Julie Bille efter manuskript af hende selv og Lise Saxtrup. Filmen er en eventyrlig musical om kærlighed og frihed med musik af Superheroes.

## Handling
En ung mand kommer til byen og synger sig lige ind i hjertet på en yndig servitrice. Men pludselig går det op for ham, hvorfor hun befinder sig, hvor hun gør.